# The Greatest Show on Earth (serie televisiva)
The Greatest Show on Earth è una serie televisiva statunitense in 30 episodi trasmessi per la prima volta nel corso di una sola stagione dal 1963 al 1964. È una serie del genere drammatico incentrata sulle vicende del direttore di un circo interpretato da Jack Palance

## Trama
Johnny Slate è il direttore del circo Barnum and Bailey. Egli resta spesso coinvolto nella vita personale degli artisti circensi.

## Personaggi e interpreti
- Johnny Slate (30 episodi, 1963-1964), interpretato da Jack Palance.
- Otto King (7 episodi, 1963-1964), interpretato da Stuart Erwin.
- Boy Joins Circus (2 episodi, 1963-1964), interpretato da Michael Consoldane.
- Acrobata (2 episodi, 1963-1964), interpretato da Del Graham.
- Guido (2 episodi, 1963-1964), interpretato da Buddy Lewis.
- Joe (2 episodi, 1963-1964), interpretato da Buck Taylor.
- Anton (2 episodi, 1963), interpretato da Joseph V. Perry.
- Danny (episodi sconosciuti, 1963-1964), interpretato da Billy Curtis.

### Guest star
Tra le  guest star: Harry Guardino, Pat O'Malley, Dwayne Hickman, Annette Funicello, Chris Alcaide, Phyllis Avery, Ruth Roman, Harold J. Stone, Brenda Vaccaro, Hugh O'Brian, Bradford Dillman, Peggy McCay, Martha Scott, James Coburn, Cliff Robertson, Frank Sutton, John Astin, Felicia Farr, Anthony Franciosa, Billy Gray, Ricardo Montalbán, Michael Parks, Fay Spain, Dean Stockwell, Nina Foch, Dennis Hopper, Bill Mumy, Geraldine, Yvonne De Carlo, Dorothy Malone, John Dehner, Patricia Breslin, Ellen Burstyn, Tony Dow, Martha Hyer, Ruby Keeler, Jeremy Slate, Jack Lord, Russell Johnson, William Demarest, Edmond O'Brien, Don Ameche, Betty Hutton, Sheree North, Rory Calhoun, James Whitmore, Deborah Walley, Andrew Duggan, Agnes Moorehead, Brandon deWilde, Joanna Cook Moore, Edgar Bergen, Barry Nelson, Arthur O'Connell, Red Buttons, Bruce Dern, Julie Newmar, Dabbs Greer, Robert F. Simon.

## Produzione
La serie fu prodotta da Cody Productions, Desilu Productions e Ringling Bros. and Barnum and Bailey Television e girata nei Desilu Studios a Culver City in California. Le musiche furono composte da Jeff Alexander.

### Registi
Tra i registi sono accreditati:
- Vincent McEveety in 2 episodi (1963-1964)
- Leslie H. Martinson

### Sceneggiatori
Tra gli sceneggiatori sono accreditati:
- William Wood in 2 episodi (1963-1964)
- Calvin Clements Sr. in 2 episodi (1963)
- Paul Mason in 2 episodi (1964)

## Distribuzione
La serie fu trasmessa negli Stati Uniti dal 17 settembre 1963 al 28 aprile 1964 sulla rete televisiva ABC.
Alcune delle uscite internazionali sono state:
- in Germania Ovest il 15 novembre 1967 (Zirkusdirektor Johnny Slate)
- in Francia il 6 gennaio 1968 (Le plus grand chapiteau du monde)
- in Austria (Zirkusdirektor Johnny Slate)

## Episodi
| Stagione       | Episodi | Prima TV USA |
| -------------- | ------- | ------------ |
| Prima stagione | 30      | 1963-1964    |